# Cratere Manners

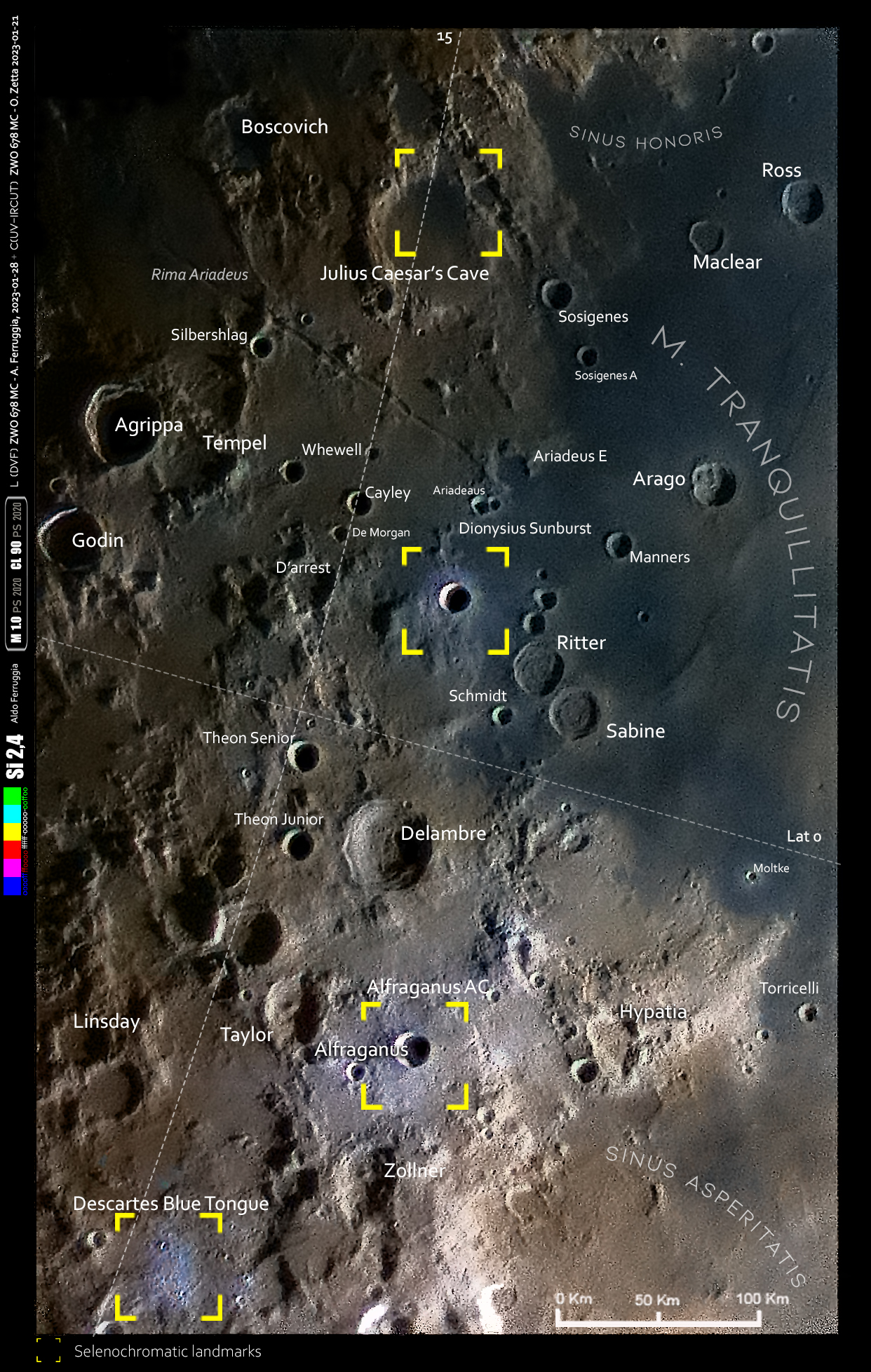
Il cratere (a destra) con le strutture vicine in una Immagine Selenocromatica(Si)

Manners è un cratere lunare intitolato all'astronomo Russel H. Manners. Si trova nella parte occidentale del Mare Tranquillitatis. A nordest si trova il più grande cratere Arago, mentre a sud si trovano i crateri Ritter e Sabine. Il cratere ha un bordo con un'albedo più elevata del mare lunare circostante, ed appare quindi più luminoso. È una formazione emisferica che presenta un bordo in buone condizioni ed un fondale interno relativamente piatto.

## Crateri correlati
Alcuni crateri minori situati in prossimità di Manners sono convenzionalmente identificati, sulle mappe lunari, attraverso una lettera associata al nome.
| Manners | Latitudine | Longitudine | Diametro |
| ------- | ---------- | ----------- | -------- |
| A       | 4.6° N     | 19.1° E     | 3 km     |